# Andrena salicina
Andrena salicina är en biart som beskrevs av Morawitz 1877. Andrena salicina ingår i släktet sandbin, och familjen grävbin. Inga underarter finns listade i Catalogue of Life.